# Hans-Joachim Böhme
Pour les articles homonymes, voir Hans-Joachim Böhme (ministre) et Hans-Joachim Böhme (Politburo).
Hans Joachim Böhme, né le 10 janvier 1909 à Magdebourg et mort le 31 mai 1968 à Karlsruhe, est un officier allemand, nazi fanatique.

## Biographie
Après des études de droit, il adhère au NSDAP le 1er mai 1933, puis à la SS le 1er novembre suivant. Responsable de la police de Tilsit à partir d'octobre 1940, il commande l'unité de garde-frontières allemands qui y est stationnée; il fait aussi du renseignement, en lien avec de futurs collaborateurs lituaniens.
Les 23 juin 1941, le lendemain de la prise de Garsden, il ordonne le massacre de 200 des 700 Juifs habitant la ville, en deux groupes de 200 personnes à chaque fois. Le 24, après un simulacre de procès, 200 autres Juifs sont reconnus coupables de « crimes contre la Wehrmacht » et sont fusillés sur « ordre du Führer ».
À la suite de cette opération, son unité, nommé Einsatzkommando Tilsit, assassine en Lituanie, jusqu'au 18 juillet, 3 302 Juifs.
Après la guerre, il travaille comme ouvrier agricole en faisant semblant d'être un soldat qui avait échappé à la captivité. D'octobre 1948 à 1951, il est conseiller fiscal à Karlsruhe puis avocat d'affaires à partir de 1952.
Arrêté en 1956, il est jugé pour ses crimes par le tribunal de la ville d'Ulm en 1958 et condamné à quinze ans de prison. Remis en liberté en mai 1968 à la suite d'une attaque cardiaque, il est transféré dans un hôpital où il meurt à la fin du même mois.